# Priorato di Burscough
Il priorato di Burscough (in inglese Burscough Priory) è stato il priorato agostiniano che si trovava a Burscough, villaggio e parrocchia civile appartenente alla contea del Lancashire nel Nord Ovest dell'Inghilterra, Regno Unito. La storia del luogo di culto inizia nel XII secolo ed è considerato un monumento classificato di prima categoria per il suo particolare interesse storico e architettonico.

## Storia
Il priorato agostiniano di Burscough fu fondato intorno al 1190 da Roberto, figlio di Enrico, signore di Lathom e Knowsley con terreni a Burscough. Possedeva l'intero comune adiacente di Marton, godeva dei privilegi di tre chiese nei vicini Ormskirk, Huyton e Flixton, della cappella di San Leonardo di Knowsley e di tutti i mulini nel suo demanio. La presenza del priore della casa agostiniana di Norton, vicino a Runcorn, testimonia questa circostanza unita al fatto che Knowsley era tenuta dal suo patrono, il connestabile di Chester, e questo rende non improbabile che i primi canonici di Burscough provenissero dal priorato del Cheshire. Simon, suocero del fondatore, divenne un fratello della casa. Hugh Nonant, vescovo di Coventry e Lichfield, confermò la carta, così come fecero i suoi immediati successori, Geoffrey de Muschamp  e William de Cornhill.
Nel 1228 poi papa Gregorio IX diede ai canonici del priorato la licenza di celebrare gli uffici divini durante un interdetto generale e di ammettere coloro che lo desideravano alla sepoltura nella loro chiesa, salvi i diritti delle loro chiese parrocchiali. Nessun canonico poteva lasciare la casa senza licenza, salvo una regola più restrittiva. Sorsero difficoltà riguardo alla donazione della chiesa di Flixton da parte di Roberto, figlio di Enrico. Durante l'episcopato di Geoffrey de Muschamp il diritto del priorato all'avvocatura fu contestato da Ruggero figlio di Enrico, apparentemente fratello del fondatore, e da Enrico figlio di Bernardo, probabilmente il nipote, che rivendicavano l'eredità di Enrico figlio di Siward, padre del fondatore. Tenutasi un'assise di presentazione, ottennero un verdetto a loro favore e presentarono Enrico figlio di Riccardo di Tarbock, anch'egli fratello del fondatore. Enrico di Tarbock cedette in seguito i suoi diritti sulla chiesa ai canonici, a condizione che gli venisse versata una somma adeguata all'anno per tutta la durata del beneficio da parte di Andrea fisico, forse suo vicario. Promise inoltre i suoi buoni uffici per ottenere l'assegnazione della chiesa al priorato, che in caso di successo gli avrebbe garantito una pensione a vita. Non ci fu alcuna appropriazione, ma in concomitanza con l'accordo con Enrico, i canonici ottennero una pensione dalla chiesa. Verso la fine del XIII secolo, intorno al 1280, l'avvocatura passò nelle mani del vescovo Roger Longespée che si appropriò della chiesa come prebenda nella sua cattedrale.
I canonici ebbero maggior successo nell'ottenere l'appropriazione delle altre due chiese, il cui diritto di patrocinio era stato loro concesso. Il vescovo William de Cornhill, in considerazione della loro religione, onestà e grande povertà, assegnò loro la chiesa di Ormskirk, risparmiando un vicariato idoneo. Pochi anni dopo, Alexander de Stavenby, il suo successore, cedette la chiesa di Huyton al priorato e il dono che avrebbe avuto effetto dopo la morte del rettore in carica, riservandosi il diritto di ordinare un vicariato. Tuttavia fu solo nel 1277 che fu ordinato un vicariato. Otto anni dopo, il vescovo, vista la vicinanza della chiesa di Ormskirk al priorato, da cui distava circa tre miglia, acconsentì che, in caso di morte o cessione del vicario in carica, i canonici potessero presentare uno di loro, sacerdote e idoneo, per tale ruolo. In seguito a una successiva vacanza, il convento, per negligenza, presentò un sacerdote secolare e nel 1339 ritenne necessario ottenere il rinnovo del privilegio dal vescovo Northburgh. Da allora in poi, fino alla Riforma, il vicario di Ormskirk fu sempre un canonico della casa.
Nel XV secolo diversi canonici detennero il vicariato di Huyton. Le controversie tra il priorato e i vicari sulle loro rispettive porzioni non furono risolte. Nel 1340 si tenne un'inchiesta episcopale su petizione di Alessandro di Wakefield, vicario di Ormskirk. Una disputa con John Layet, vicario di Huyton, fu risolta tramite arbitrato nel 1387, e nel 1461 Ralph Langley, vicario di Huyton, canonico della casa, ottenne una revisione della sua porzione, che riteneva troppo piccola. Nel 1295 papa Bonifacio VIII autorizzò temporaneamente il priore a nominare sei canonici purché avessero più di vent'anni, affinché fossero promossi agli ordini sacri e che li potessero esercitare legalmente. Una volta promossi al sacerdozio avrebbero avuto piena voce in capitolo nel colmare qualsiasi posto vacante nell'ufficio di priore, ruolo al quale avrebbero potuto essere eletti essi stessi. Lo stesso papa concesse una conferma generale dei privilegi del priorato nel 1300. Qualche anno prima il priore e il convento avevano concesso i diritti di borgo alla loro città di Ormskirk  che aveva ottenuto da Edoardo I ed Edmondo di Lancaster la concessione di un mercato e di una fiera di cinque giorni. La concessione e gli altri doni furono confermati da Edoardo II quando si trovava a Upholland il 19 ottobre 1323. In virtù dei suoi diritti di mercato, il priorato pretendeva di incassare multe per la violazione dell'assise del pane e della birra ma ciò causò attriti con gli ufficiali di Enrico, conte di Lancaster, che nel 1339 ebbe il privilegio per un pagamento annuale.
Nel 1347 si verificò l'incriminazione di Thomas di Litherland, allora priore, per presunta partecipazione alle illegali azioni di Sir John de Dalton, che il Venerdì santo di quell'anno, aiutato da molti uomini del Lancashire, rapì la vedova di Nicholas de la Beche, Margery, dal suo maniero di Beams uccidendo due persone e ferendone altre, malgrado la presenza del figlio del re. Diversi gentiluomini del Lancashire si fecero avanti e dichiararono l'innocenza del priore e grazie alla loro testimonianza fu ammesso alla libertà su cauzione e sembra aver smentito in modo soddisfacente l'accusa, poiché mantenne poi la carica per quasi quarant'anni. Fu durante il suo priorato che un fondo destinato a estendere l'istruzione universitaria fu dirottato verso il priorato e la sua chiesa di Huyton. John de Winwick del Lancashire, che godeva del favore di Edoardo III e deteneva la canonica di Wigan e la tesoreria di York, desiderando arricchire la chiesa inglese di uomini di lettere, lasciò una donazione che includeva l'avvocatura di Radcliffe on Soar per un nuovo college a Oxford, i cui studenti avrebbero dovuto studiare diritto canonico e civile e, una volta diventati baccellieri (o dottori), tenere lezioni su queste materie. Sorsero tuttavia difficoltà, forse non estranee al rifiuto del papa di sancire l'appropriazione della chiesa di Radcliffe. Fu ottenuto il permesso di trasferire la dotazione all'Oriel College ma alla fine, vent'anni dopo la morte del testatore, i suoi esecutori testamentari ottennero da Riccardo II la licenza di alienare la tutela di Radcliffe al priorato di Burscough e l'anno successivo Alexander Neville, arcivescovo di York, ne consentì l'assegnazione per alleviare la povertà della casa causata dalla pestilenza, dalle cattive stagioni e da altre sfortune, oltre all'interesse per incrementare il culto divino con la fondazione di una cappella per due sacerdoti nella chiesa di Huyton. La cappella fu istituita nel 1383, e il vescovo di Coventry e Lichfield fissò lo stipendio di ciascun cappellano a 10 marchi. Una misteriosa lettera di papa Urbano VI, datata novembre 1386, fa riferimento ad alcuni ignoti figli della disonestà che nascondevano e detenevano le terre e i beni del monastero, e ordina all'abate di Chester di obbligarli alla restituzione, pena la scomunica. È possibile che le persone in questione avessero approfittato dei disordini politici di quell'anno.

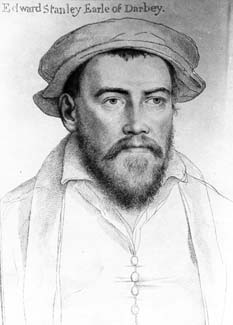
Edward Stanley, III conte di Derby

Il papa Bonifacio IX concesse un'indulgenza di quattro anni ai penitenti che, il giorno di San Nicola, avessero visitato e donato elemosine per la conservazione della chiesa del priorato. Nel 1454 si verificò uno scandalo che coinvolse il priorato. Vi furono accuse di divinazione, sortilegio e magia nera contro il priore, Robert Woodward, uno dei canonici, Thomas Fairwise, e il vicario di Ormskirk, William Bolton, che è descritto come defunto canonico del priorato. Un'inchiesta episcopale rivelò parzialmente questi fatti. Un certo Robert, un negromante, si era impegnato per 10 sterline a trovare un tesoro nascosto. Dopo aver giurato il segreto sul sacramento del pane, lo consegnarono a Robert nella pisside. Furono formati tre circuli trianguli, in ognuno dei quali stava uno di loro, con il vicario che teneva il corpo di Cristo sospeso al petto e teneva in mano una verga, senza dubbio una verga da indovino. La storia finisce qui, ma tutti e tre negarono che fosse avvenuta alcuna invocazione di demoni o sacrificio a loro. Il vescovo Boulers li sospese per due anni dall'ufficio sacerdotale e dalla ricezione dei sacramenti, salvo in articulo mortis. Bolton fu privato del suo vicariato e il priore dovette dimettersi. Dopo pochi mesi il vescovo revocò la sospensione nel loro caso, ma non recuperarono le loro posizioni. All'ex priore fu concessa una pensione. L'elezione di un nuovo priore richiedeva sempre la conferma della diocesi, ma le opportunità di scelta in una casa di piccole dimensioni era limitata. Mezzo secolo dopo si verificò un altro scandalo, apparentemente più grave, poiché il priore John Barton subì una privazione invece di potersi dimettere. La natura dei suoi reati non è rivelata, ma che il priorato non fosse in buone condizioni è evidenziata dal fatto che il vescovo preferì un canonico di Kenilworth, una casa dello stesso ordine, per la carica vacante.
Nel 1536, il priorato venne sciolto poiché le sue entrate erano troppo limitate, nel rispetto dell'Atto del febbraio dello stesso anno. A quel tempo contava solo cinque canonici, incluso il priore, tutti sacerdoti. Inizialmente solo uno espresse il desiderio di continuare a servire la chiesa, e gli altri sembrano aver cambiato idea in seguito. La chiesa e gli altri edifici furono trovati bisognosi di restauri. Edward Stanley, III conte di Derby, che era desideroso di salvare la chiesa nella quale erano sepolti molti membri della sua famiglia, tentò di trovare un sacerdote a proprie spese per svolgere il servizio divino per le anime dei suoi antenati e per il benessere e la ricchezza dei vicini. Tuttavia si scontrò con le valutazioni eccessive degli immobili da riscattare e fu costretto a desistere. Nel novembre del 1536, durante i disordini del Pellegrinaggio di Grazia, sollecitò un rinvio nella demolizione e fusione del piombo e delle campane.
Nel 1886, sotto la direzione di James Bromley, fu condotta un'esplorazione sistematica del terreno su cui sorgeva la chiesa. La chiesa era a croce con un ampio presbiterio, una torre centrale quadrata, un transetto nord e un transetto sud. La navata centrale aveva una navata laterale nord. Sul lato sud della navata si trovavano gli edifici claustrali, mentre il chiostro era abbastanza ampio. Le parti orientale e meridionale non furono sgomberate, ma le dimensioni approssimative del chiostro furono accertate mediante un sondaggio. Circa metà della parte occidentale fu scoperta e le fondamenta di un edificio adiacente al lato nord del transetto nord furono ripulite. Le parti fuori terra rimasero solo i pilastri nord-est e nord-ovest della torre centrale della chiesa, che si trovano a una certa altezza sopra l'imposta degli archi di intersezione. Non è specificato se sia stata scoperta una parte della chiesa più antica, ma l'intercapedine tra il muro orientale del chiostro e il transetto meridionale suggerisce che il primo si trovi sul sito del chiostro del XII secolo e abbia conservato l'antica disposizione dopo l'ampliamento verso est della chiesa intorno al 1280. Anche la pianta della navata potrebbe rappresentare quella della chiesa del XII secolo.

## Descrizione

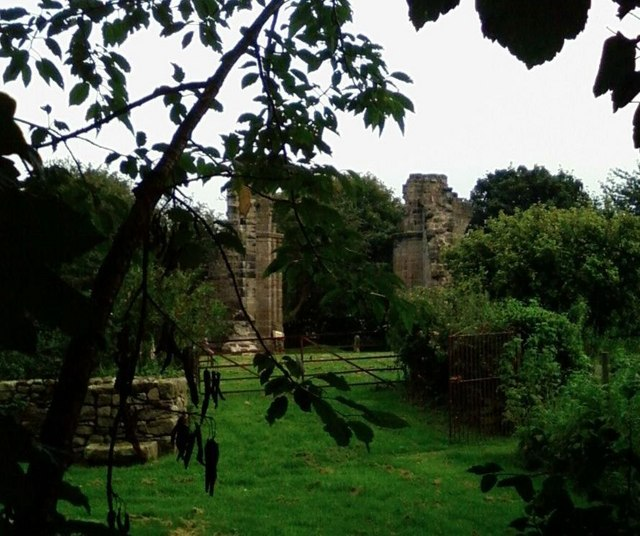
I resti come apparivano nel 2008

L'English Heritage ha inserito dall'11 maggio 1953 i resti dell'edificio del priorato di Burscough tra i siti di interesse storico e architettonico come monumento classificato di prima categoria col numero 1196625.

### Esterni
I resti della chiesa si trovano a sud ovest dell'abitato del villaggio di Burscough nella contea del Lancashire nel Nord Ovest dell'Inghilterra, Regno Unito. Le uniche strutture residue dell'antica chiesa sono i due pilastri all'incrocio tra il transetto nord e l'incrocio, con la parte posteriore dell'arcata nord e il moncone del muro nord del presbiterio. Probabilmente risalgono alla fine del XIII secolo. Entrambi i pilastri sono a pianta cruciforme, con basi a broccia e resti di fusti smussati. Il pilastro orientale presenta una piccola nicchia cuspidata alla base.
L'area in cui si trovano i resti è stata scavata fino a una profondità massima di quasi un metro sotto il livello del terreno esterno. Le fondamenta del transetto e del presbiterio variano da 1 a 1,6 metri di larghezza con un'altezza massima di 0,4 metri. I due grandi pilastri raggiungono un'altezza massima di circa 7 metri. Il pilastro orientale presenta frammenti di muri che si protendono a nord e a est, mentre quello a nord contiene una piccola nicchia o aumbry, con testa a trifoglio. Un tumulo tra i pilastri reca una lapide con la data incompleta "175-". La superficie del terreno a nord e a ovest dei resti è irregolare, ma non è stato possibile identificare alcun contorno corrispondente alle altre parti del priorato. I resti sono in buone condizioni, con le estremità esposte del muro incompleto accuratamente cementate per prevenirne il deterioramento. Indagini locali hanno rivelato l'assenza di informazioni sul luogo chiamato Ridgate, indicato come sede del lebbrosario che si trovava sul sito.